# Chica Santos
Chica Santos Andrade, é uma diretora, roteirista, produtora e atriz brasileira, reconhecida por seu ativismo em prol dos direitos das pessoas trans e travestis. Participou da construção da primeira associação de profissionais trans do audiovisual brasileiro. É integrante da Rede Paradiso de Talentos, da Rede Afirmativa SPCINE, ambas em São Paulo, e da Firelight Media, de Nova York. Em 2024, representou o Brasil no American Film Showcase, em Los Angeles.
Nascida em Itapema, periferia do litoral sul de São Paulo, Chica Andrade teve seu primeiro contato com as artes na adolescência, ao ser acolhida por um grupo de Teatro do Oprimido. Iniciou sua trajetória no audiovisual como cabeleireira e maquiadora, migrando posteriormente para setores de produção. Seu primeiro trabalho como diretora foi em conteúdos documentais para o Canal Futura, entre 2009 e 2015. Em 2017, estreou na ficção com o curta-metragem Estamos Todos Aqui, premiado em 42 festivais nacionais e internacionais e elegível ao Oscar após vencer o Festival Curtas Rio.

## Destaques
- 2022 | Participou do Berlinale Talents
- 2023 | Se tornou consultora de projetos no programa permanente Brazilian Black Unspoken da Warner Bros;
- 2023 | Co-direção de "Segura Essa Pose", série original da plataforma Globoplay;
- 2023 | Diáspora Lab: premiada como roteirista em laboratório internacional para cineastas racializados, e passa a integrar a Rede Paradiso de Talentos;
- 2024 | Recebeu o fundo internacional William Greaves da Firelight Media para cineastas racializados;
- 2024 | Representou o Brasil no American Film Showcase, organizado pela School of Cinematic Arts da USC (University of Southern California) em Los Angeles;
- 2025 | A convite do BFI Inclusion e Women and Hollywood, foi parte da programação do Marché du Film - Festival de Cannes  2025, no debate para uma Indústria de Gênero Inclusivo.
- 2025 | Participa do laboratório Trans Possibility - Sundance Film Festival

## Filmografia
- Estamos Todos Aqui (docudrama de 2018, com direção, roteiro e montagem)[2][3][4][5]
- BIG FOOD[6][7][8]- O Poder das Industrias de Ultraprocessados